# Успение Богородично (Бабяни)
Бабянският манастир „Успение Богородично“ или „Света Богородица“ (на гръцки: Ιερά Μονή Κοιμήσεως της Θεοτόκου στη Λάκκα, Παναγία Μπάμπιανης) е женски православен манастир в ениджевардарското село Бабяни (Лака), Егейска Македония, Гърция.

## Местоположение
Манастирът е разположен на два километра северно от Бабяни, в южните поли на Паяк.

## История
Най-старата дата в манастира, който първоначално е мъжки, е в надписа на камбанарията на църквата - 1714 година. От външната страна на южната стена на църквата, върху релефна плоча има втора дата: 1888, годината в която манастирът е обновен. В 1991 година след земетресение отново е ремонтиран. Манастирската църква е служила за енорийска на Бабяни. Българският кукушки околийски училищен инспектор Никола Хърлев пише през 1909 година:
| „ | Бабян, 7-8/III, 1 ч. от Мандалево. 26 български екзархийски къщи... Десет минути вън от селото, в самите поли на Паяк планина, има манастир „Св. Богородица“, без монаси. Той притежава около 150 погона нивя, ала приходите му се злоупотребяват. Манастирската черква, в която се черкуват селяните, е затворена. | “ |

Архивите на манастира са унщожени през Гражданската война в 1946 - 1949 година. Манастирът е възстановен в 1979 година като женски.
В 1991 година след земетресение отново е ремонтиран.

## Архитектура
Католиконът на манастира е трикорабна базилика с двускатен покрив. Вътре в църквата са оцелели малко стенописи - в апсидата е Света Богородица Ширшая небес и йерарси в долната зона, в протезиса е Цар на славата, а в основата на купола пояс с лица на ангели. Иконостасът е дървен и модерен с 12 стари икони. Иконите са местно дело от втората половина на XIX век с изключение на смятаната за чудотворна икона на Богородица на десния проскинитарий и иконата на Събора на светите апостоли. Иконите се отличават със силните черти на лицата и с интензивна, тъмна проплазма. Големите изразителни очи съчетават сериозността и радостта, а дрехите винаги са в много интензивни цветове. Фонът е обикновено в сини нюанси, а сигнатурите са с главни букви. Иконите на Богородица и Апостолски събор са от друга работилница и се отличават със стилизирани непропорционални анатомични характеристики и скованост на телата, които придават интензивна изразителност и загадъчност на образите. Те са много по-ранни от другите икони и са дело на добър познавач на иконографското изкуство.